# Belomanastirski srpski glasnik
Belomanastirski srpski glasnik, "bilten Vijeća srpske nacionalne manjine u Gradu Belom Manastiru". Prvi broj izišao 10. listopada 2003. na 8 stranica A-4 formata fotokopiranjem u 200 primjeraka, drugi broj 21. studenoga 2003. na 4 stranice A-4 formata tiskan u punom koloru (povodom Aranđelovdana, slave Vijeća srpske nacionalne manjine u Gradu Belom Manastiru) u tiražu od 500 primjeraka (tisak: "Hatwall d.o.o."). Prva dva broja uredio je Jovan Nedić.
Treći broj, u istom obliku kao i 2, ali na 12 stranica, izišao je "o Aranđelovdanu 2004". Urednik nije naveden, a redakciju su činili: Zdravko Damjanović, Milan Dvornić,  Predrag Novaković, Dubravka Simendić i Milenko Stanić. (jn)